# Řepice
Řepice (j. č., tedy ta Řepice, německy Repitz) je obec a vesnice v okresu Strakonice v Jihočeském kraji. Leží asi tři kilometry severovýchodně od města Strakonice. Žije zde 442 obyvatel.

## Historie
První písemná zmínka o vsi je z roku 1251 v listině vydané Přemyslem Otakarem II. Zdejší okolí však bylo osídleno již mnohem dříve – na vrcholu blízkého kopce jsou ještě patrné zbytky raně středověkého hradiště Hradec u Řepice.
Největší rozkvět zažila Řepice v době, kdy ji vlastnil český humanista a místosudí království českého Jan Hodějovský. Ten přestavěl zámek v renesančním slohu, založil zahradu se vzácnými rostlinami a knihovnu. Po bitvě na Bílé hoře byl zámek vypálen císařským vojskem.
Obec získala první místo v celostátním kole soutěže Vesnice roku 2012.

## Obyvatelstvo
| Rok            | 1869 | 1880 | 1890 | 1900 | 1910 | 1921 | 1930 | 1950 | 1961 | 1970 | 1980 | 1991 | 2001 | 2011 | 2021 |
| -------------- | ---- | ---- | ---- | ---- | ---- | ---- | ---- | ---- | ---- | ---- | ---- | ---- | ---- | ---- | ---- |
| Počet obyvatel | 354  | 417  | 363  | 316  | 334  | 358  | 335  | 293  | 314  | 311  | 290  | 235  | 292  | 455  | 461  |
| Počet domů     | 52   | 53   | 52   | 52   | 54   | 54   | 58   | 73   | 82   | 89   | 85   | 97   | 120  | 146  | 169  |

## Obecní správa
Mezi lety 1869–1959 Řepice byla obcí v okrese Strakonice. V letech 1960–1976 patřila jako část obce k Rovné. Od 1. dubna 1976 do 23. listopadu 1990 patřila jako část města k Strakonicím a od 24. listopadu 1990 je opět samostatnou obcí.

### Obecní symboly
Znak a vlajka byly obci uděleny rozhodnutím předsedy Poslanecké sněmovny Parlamentu České republiky dne 11. května 2006.

## Pamětihodnosti
- Kostel svaté Maří Magdalény
- V západní části vesnice stojí drobné fragmenty řepické tvrze založené ve čtrnáctém století. Dochované zdi a bašty jsou pozůstatkem ohrazení renesanční zahrady ze druhé poloviny sedmnáctého století.[4]
- Renesanční štítové průčelí zemědělského dvora
- Sýpka
- Silniční most
- Výklenková kaplička, mezi Strakonicemi a Domanicemi
- Hradiště Hradec u Řepice

## Osobnosti
- Jan starší Hodějovský z Hodějova (1496–1566), humanista, je zde pohřben.
- Albína Dvořáková-Mráčková (1850–1893), spisovatelka, narodila se zde.[10]

## Galerie

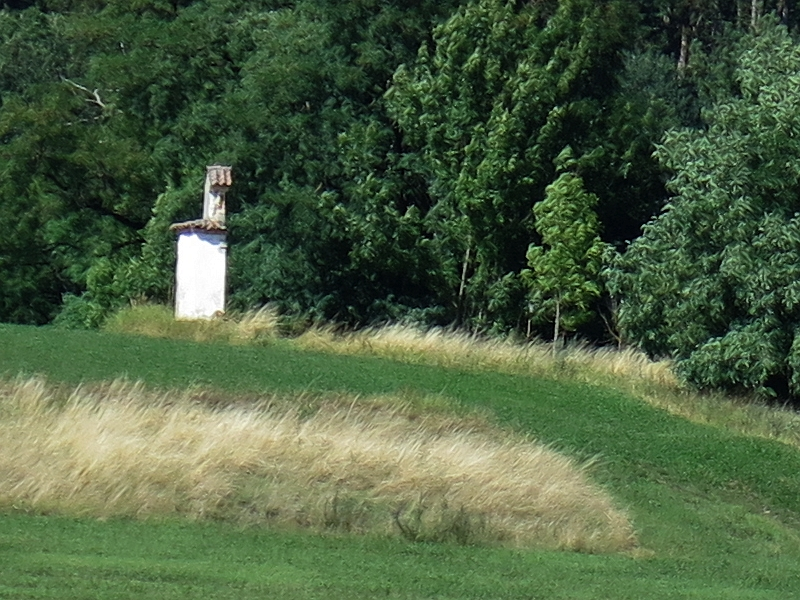
Kaplička
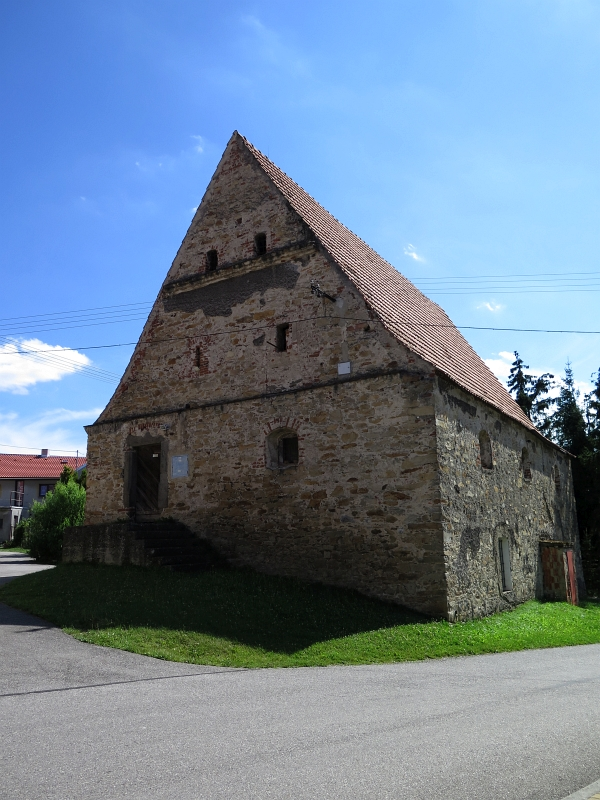
Sýpka
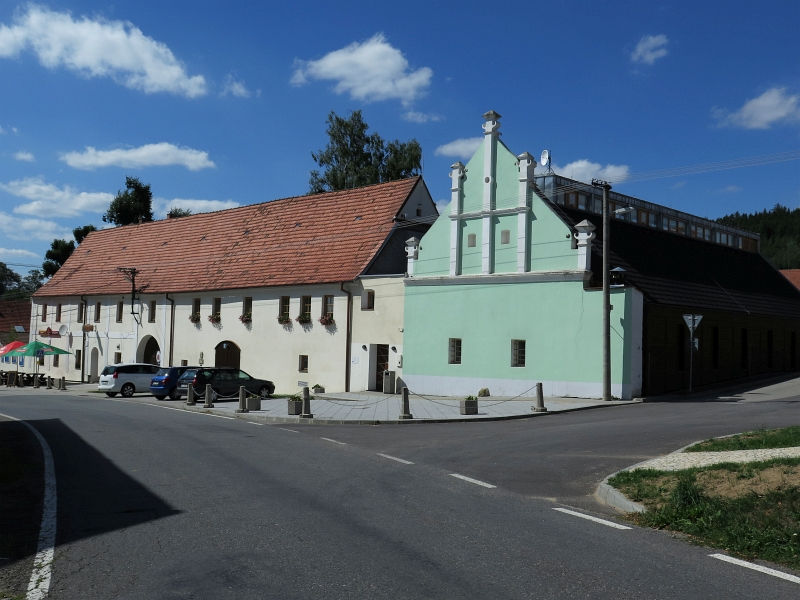
Renesanční štítové průčelí zemědělského dvora